# Mahāvyutpatti
Mahāvyutpatti

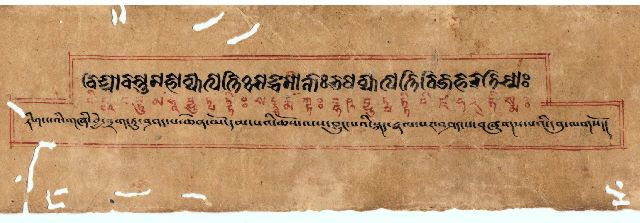
Page de titre de Mahāvyutpatti en écritures wartu et tibétaine

Senaleg, roi du Tibet qui régna de 804 à 815 et son fils Relpachen, très pieux, invitent des maîtres de l’Inde et du Népal. Un lexique bouddhiste encore utilisé, Mahāvyutpatti, est constitué.